# Względna przyczyna odwoławcza
Względna przyczyna odwoławcza definiowana jest w literaturze prawniczej jako uchybienie, które wywołuje następstwa procesowe tylko wtedy, gdy było ono treścią zarzutu strony w środku odwoławczym.
Kodeks postępowania karnego z 1997 roku w art. 438 wylicza następujące względne przyczyny odwoławcze:
- obrazę przepisów prawa materialnego,
- obrazę przepisów postępowania, jeżeli mogła mieć wpływ na treść orzeczenia,
- błędy w ustaleniach faktycznych przyjętych za podstawę orzeczenia, jeżeli mógł on mieć wpływ na treść tego orzeczenia,
- rażącą niewspółmierność kary lub niesłusznego zastosowania albo niezastosowania środka zabezpieczającego lub innego środka.

Dodatkowo względnymi przyczynami odwoławczymi są:
- ujawnienie nowych faktów i dowodów w okresie między wydaniem orzeczenia a jego uprawomocnieniem,
- zaniedbanie dokumentacji procesu.